# Подвійне запліднення
Запліднення — процес злиття двостатевих клітин, різних за своїми фізіологічними функціями, але подібних за природою. Тобто у цьому процесі беруть участь дві статі. У покритонасінних рослин чоловічі статеві клітини без джгутиків називають сперміями, жіночі — яйцеклітинами.
Подвійне запліднення — запліднення, при якому у покритонасінних запліднюється не лише яйцеклітина, а й центральна клітина з утворенням зиготи та ендосперму.

## Історія відкриття
Працюючи в Києві, С. Г. Навашин досліджував запліднення однодольних і дводольних рослин і встановив подвійне запліднення у покритонасінних рослин (1898). Це відкриття стало сенсацією в ботанічній науці, а його лабораторію почали відвідувати вчені з різних країн світу.
У 1998 р. вчені-ботаніки всього світу відзначали сторіччя відкриття подвійного запліднення у покритонасінних рослин. Особливо урочисто святкування відбулось у Київському університеті, де С.Г. Навашин здійснив відкриття, що уславило українську науку.
Про відкриття подвійного запліднення вчений повідомив 5 вересня 1898 р. на X з’їзді російських природодослідників та лікарів у Києві в доповіді „Нові спостереження запліднення у Lilium Martagon i Fritillaria Tenella”. Більш детально результати цих досліджень учений виклав у статті „Результати перегляду процесів запліднення у Lilium Martagon i Fritillaria Tenella”. Щоразу, коли пилкова трубка стикається з зародковим мішком, обидва чоловічі статеві ядра також спостерігаються в його вмісті..., — писав він. — Потім вони віддаляються одне від одного, причому одне проникає в яйцеклітину, а інше тісно прилягає до сестринського ядра яйцеклітини”. Унаслідок такого подвійного запліднення утворюється зародок рослини та ендосперм (запас поживних речовин для зародка). У праці „Дослідження структурного зображення властивостей статевих ядер” С.Г. Навашин вказував, що до відкриття подвійного запліднення участь другого спермію в процесі запліднення видавалася аномалією, однак виявилося, що саме за його участю утворюється ендосперм. „Функція спермію при утворенні ендосперму не відмінна від його функції при утворенні зародка, як з генетичної, так і з морфологічної думки”, — зазначав учений.

## Підготовчий період
Перед заплідненням відбувається відповідний підготовчий період. Розпочинається він після того, як сформувався пилок і зародковий мішок. Мітотичний поділ ядра пилку з наступною диференціацією вмісту на дві клітини і є початком проростання мікроспори. З утворених клітин маленька є репродуктивною, велика — вегетативною (сифоногенною). Пилок, потрапивши на приймочку матки, набрякає. При цьому вегетативна клітина починає рухатися до зав'язі, утворюючи вегетативну трубку (пилкову трубку). Розвиток пилкової трубки називають чоловічою гаметофазою.

## Запліднення
Перш ніж зустрітися із зародком мішком, на шляху пилкової трубки стають клітини нуцелуса. Щоб їх пройти, пилкова трубка виділяє ензими. Зустрівшись з яйцеклітиною, кінець пилкової трубки розривається і вміст (цитоплазма і 2 спермії) виливаються у цитоплазму. Сама вегетативна клітина дегенерує.
Після цього відбуваються наступні процеси:
- синергіди починають руйнуватися;
- один зі сперміїв зливається з яйцеклітиною (утворюється зигота 2n);
- другий спермій зливається із вторинним ядром (центральна клітина) (утворюється ендосперм 3n)

| Гібіскус | Це незавершена стаття про квіткові рослини. Ви можете допомогти проєкту, виправивши або дописавши її. |

1. 1 2 3 4  Барна, Іван (2016). Біологія: довідник школяра та абітурієнта (українською) . Тернопіль: Тернопіль: Підручники і посібники. с. 768. ISBN 978-966-07-2756-4.
2. 1 2 3  Романець, Олександр (2013). Наукова школа С. Г. Навашина в галузі цитогенетики (PDF) (українська) . с. 11.